# ويليام مارتش
ويليام مارتش (بالإنجليزية: William March)‏ (18 سبتمبر 1893 في موبيل، ألاباما - 15 مايو 1954 في نيو أورلينز) كاتب، وروائي من الولايات المتحدة.

## الجوائز
- صليب البحرية

## روابط خارجية
- ويليام مارتش على موقع قاعدة بيانات برودواي على الإنترنت (الإنجليزية)